# Район Тосіма
35°43′56.77″ пн. ш. 139°42′55.71″ сх. д. / 35.7324361° пн. ш. 139.7154750° сх. д.
Райо́н Тосі́ма (яп. 豊島区, としまく, МФА: [toɕima ku̥], «Тосімський район») — особливий район в японській столиці Токіо.

## Географія
Площа району Тосіма на 1 жовтня 2008 становила близько 13,01 км².

## Населення
Населення району Тосіма на 1 липня 2011 становило близько 286 684 осіб. Густота населення становила 22 035,7 осіб/км².

## Туризм
- Sunshine 60

## Галерея

Розташування